# Danska fall
Danska fall är ett naturreservat i Breareds och Tönnersjö socknar i Halmstads kommun i Halland. Fallet, ibland också benämnt Danska fallen eller Danska fallet, är ett vattenfallssystem och naturreservat (70 ha stort) i ån Assman (ibland Ässman; inte att förväxla med ån Assman i södra Västergötland) omkring 2 kilometer söder om Simlångsdalen, i Halmstads kommun i Hallands län. Huvudfallet har en fallhöjd av cirka 35 meter.
Assman rinner ut i Brearedssjön, som utgör en del av Fylleåns vattendrag. Fylleån, i sin tur, rinner ut i Laholmsbukten vid Fyllinge söder om Halmstad. Reservatet omfattar delar av Brearedssjön och Skällåsasjön.
Benämningen Danska fall härrör från följande sägen: Efter slaget vid Fyllebro den 17 augusti 1676 i kriget mellan danskar och svenskar under Karl XI:s regentskap, sägs en mindre del av den slagna danska hären ha flytt uppåt längs Fylleån, där de försökte gömma sig. En grupp hann så långt som till skogarna vid Assman nära Simlångsdalen. Enligt sägen försökte danskarna ta sig över en hängbro vid fallen i Assman. Svenskarna sägs ha jagat och hunnit upp dem och högg ner bron just när många danskar befann sig på den. Bron störtade ner i forsen och många danskar ska ha fallit i och omkommit. Mitt i det största fallet ligger en större sten, som med anknytning till Karl XI kallas Kungastenen.
Nedanför vattenfallen på västra sidan och ganska nära Assmans utlopp i Brearedssjön låg på 1700-talet platsen Jöransfors med ett järnbruk (där spik, redskap och annat smide tillverkades) samt med garveri och kvarn. Järnbruket var aktivt från 1727 till 1749 och var då en av Hallands största industri- och manufakturanläggningar. Idag finns inga byggnader kvar på denna plats.
Från Danska fall söderut går Hallandsleden genom vacker natur till Gårdshults naturreservat.

## Bildgalleri

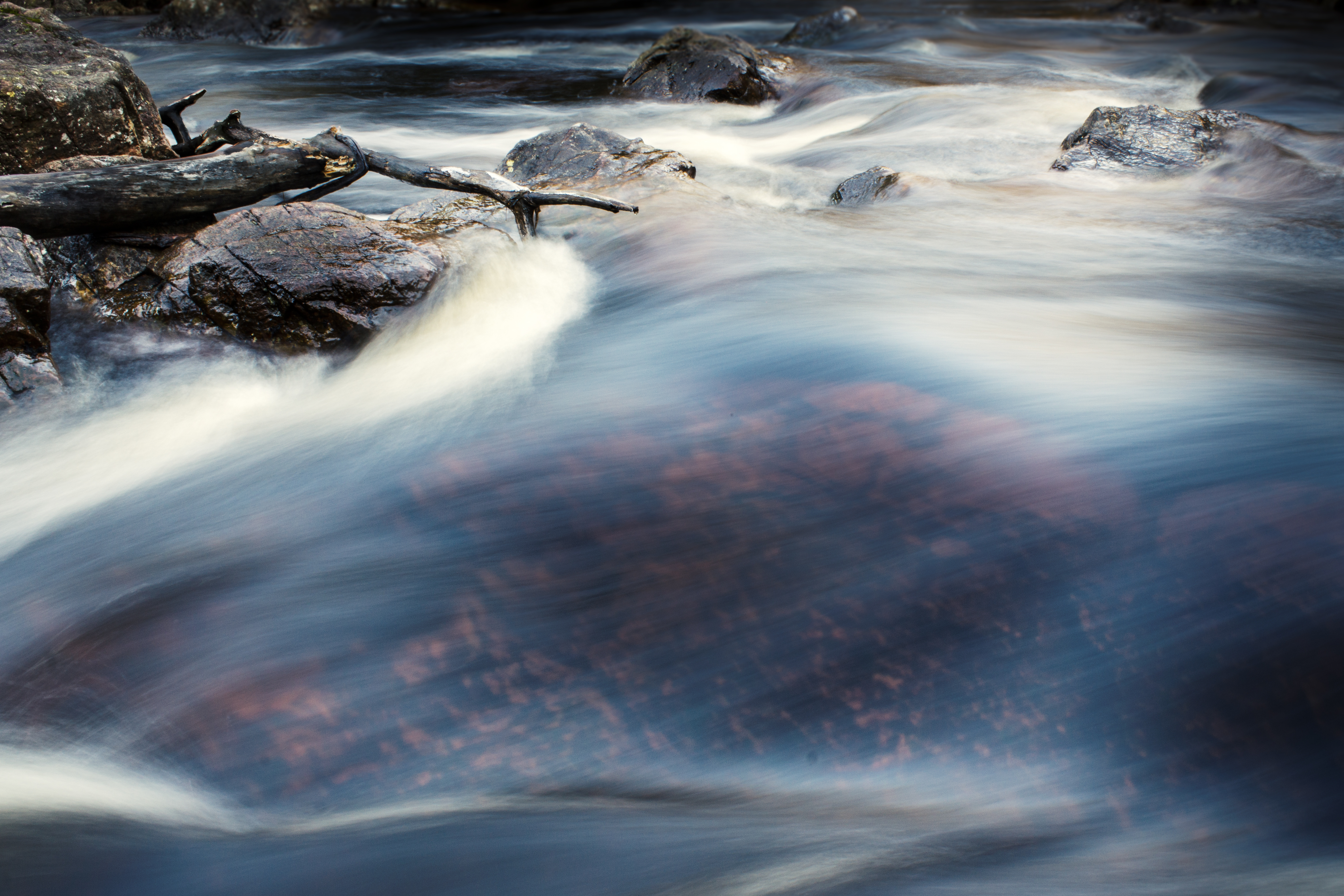
Långtidsexponering vid Danska fall.
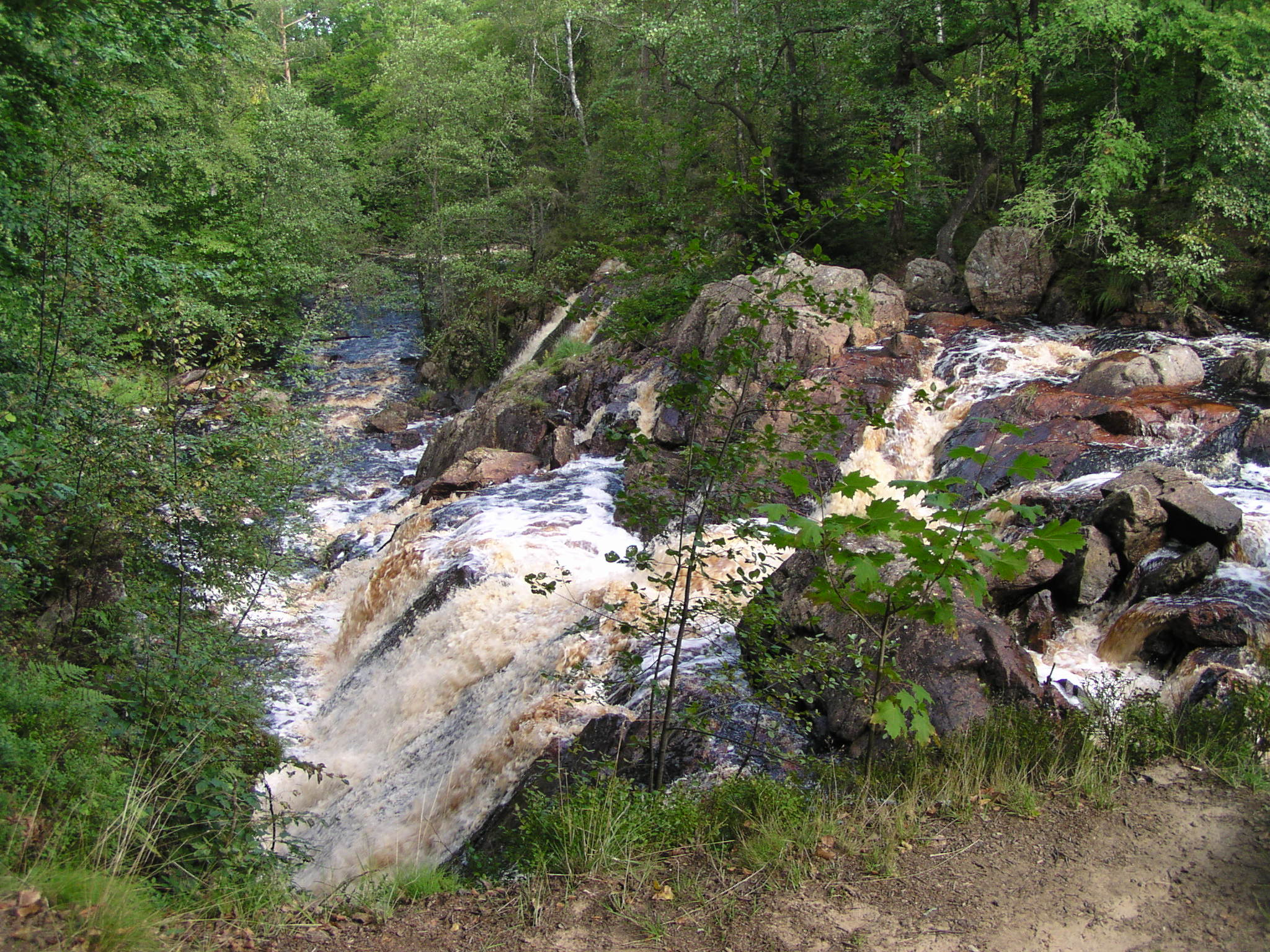
Danska fall från västra sidan.